# Ronde van de Haut-Var 2000
De Ronde van de Haut-Var 2000 werd verreden op zondag 19 februari. Het was de 32ste editie van deze Franse eendagswielerwedstrijd, die ging over een afstand van 180 kilometer. In totaal kwamen 78 renners over de streep. Addy Engels sloot de rij, op ruim 14 minuten van winnaar Daniele Nardello.

## Uitslag
| Ronde van de Haut-Var 2000 |                   |                       |            |
| Plaats                     | Naam              | Ploeg                 | Tijd       |
| Winnaar                    | Daniele Nardello  | Mapei-Quickstep       | 5u 13' 10" |
| 2                          | Andrej Kivilev    | Ag2r Prévoyance       | + 0' 02"   |
| 3                          | Davide Rebellin   | Liquigas-Pata         | + 0' 57"   |
| 4                          | Francisco Cabello | Kelme-Costa Blanca    | z.t.       |
| 5                          | Axel Merckx       | Mapei-Quickstep       | z.t.       |
| 6                          | Bo Hamburger      | Memorycard Jack&Jones | z.t.       |
| 7                          | Tadej Valjavec    | Fassa Bortolo         | + 1' 02"   |
| 8                          | Emmanuel Magnien  | La Française des Jeux | + 1' 22"   |
| 9                          | Tristan Hoffman   | Memorycard Jack&Jones | z.t.       |
| 10                         | Frédéric Bessy    | Jean Delatour         | z.t.       |